# Harrison Ford
Harrison Ford (Chicago, Illinois, 1942. július 13. –) Oscar-díjra jelölt, Golden Globe-díjas amerikai színész.
Legismertebb szerepei a vagány, cinikus űrpilóta, Han Solo az eredeti Csillagok háborúja trilógiában, és a kalandvágyó régészprofesszor, Dr. Henry „Indiana” Jones Jr. az Indiana Jones-filmsorozatban. Fél évszázadot átölelő karrierje során olyan népszerű filmekben játszott még, mint a Szárnyas fejvadász, A szökevény vagy Az elnök különgépe. Egy ponton minden idők öt legnagyobb bevételt elérő filmjében is szerepe volt (noha az E. T., a földönkívüliből jeleneteit kivágták végül); a Nemzeti Filmarchívumba öt filmjét választotta be a Egyesült Államok Nemzeti Filmmegőrzési Bizottsága.
Az Empire magazin Fordot első helyre sorolta a minden idők 100 legnagyobb filmsztárját számba vevő listáján. 2010-zel bezárólag filmjei 3,4 milliárd dollárt hoztak az amerikai jegypénztáraknál, míg világviszonylatban ez az összeg megközelíti a 6 milliárdot. Ezzel Ford a 3. legnagyobb box office-sztár Észak-Amerikában Tom Hanks és Eddie Murphy mögött.
Gyakori magyar hangjai Végvári Tamás és Csernák János.

## Élete

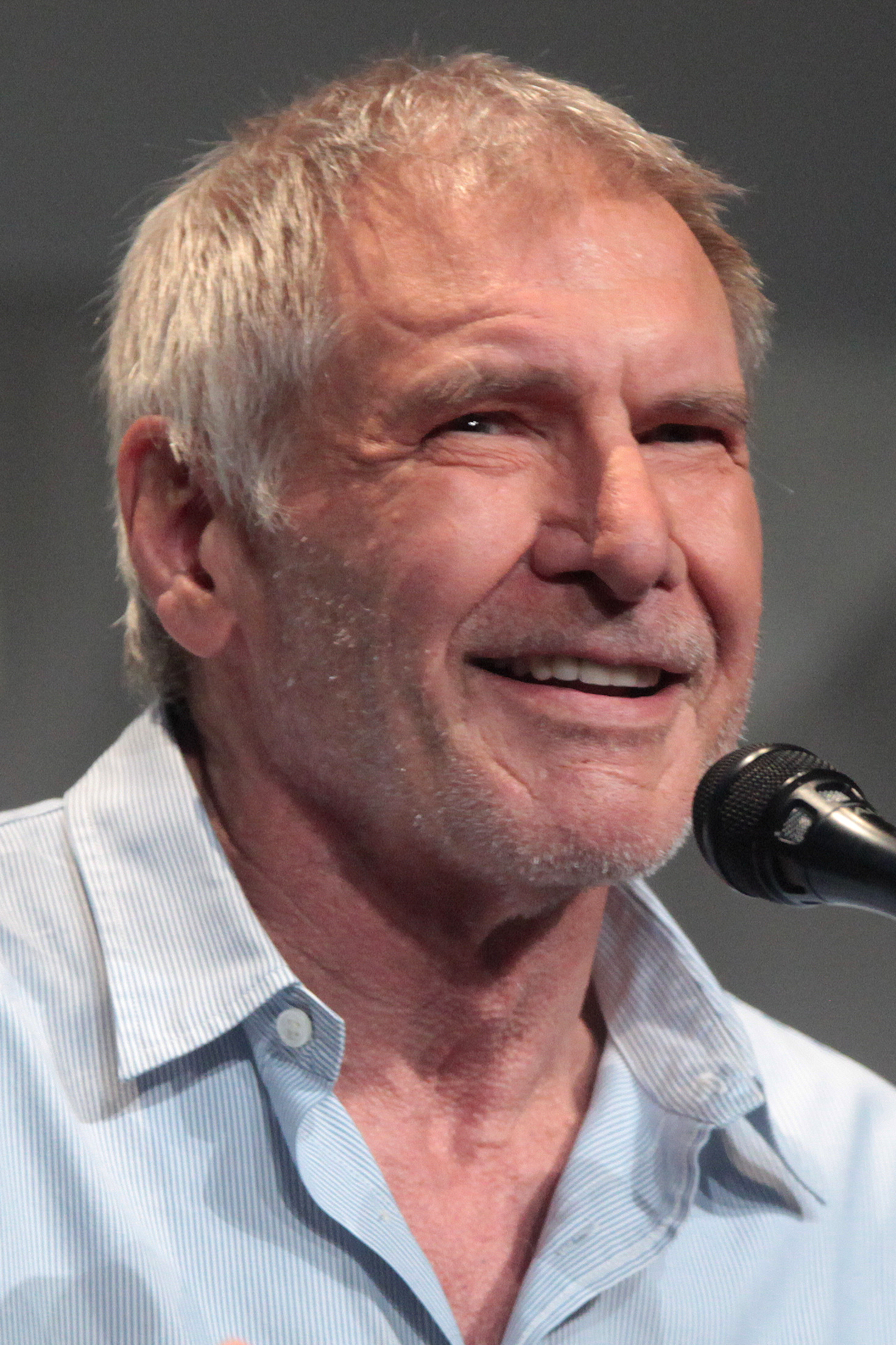
2015-ben

### Fiatalkora
Ford 1942. július 13-án, 11 óra 41 perckor, egy hétfői napon született Chicagóban, Illinois államban a Swedish Covenant Hospitalban. Édesanyja, Dorothy (született Dora Nidelman; 1917. október 17. – 2004. február 10.) háztartásbeli, korábban rádiós színésznő, míg apja, Christopher Ford (született John William Ford; 1906. november 20. – 1999. február 10.) reklámszakember, korábban színész volt. Ford anyai nagyszülei, Anna Lifschutz és Harry Nidelman Minszkből érkezett zsidó bevándorlóként telepedtek le az Egyesült Államokban. Apai ágon nagyszülei, Florence Veronica Niehaus és John Fitzgerald Ford német, illetve ír katolikus gyökerekkel rendelkeztek. Arra a kérdésre, hogy melyik vallás szerint nevelték, Ford tréfálkozva azt válaszolta, „demokrata”; úgy nyilatkozott továbbá, hogy „emberként írnek, színészként zsidónak” érzi magát.
Ford aktív tagja volt az Amerikai Cserkészszövetségnek, ahol a második legmagasabb rangot, a Life Scoutot érte el, s hüllőtanulmányozó érdemjelvényes tanácsadóként dolgozott a cserkésztáborban. Később ennek hatására döntött úgy Steven Spielberg rendezővel, hogy az ifjú Indiana Jones cserkészként jelenik meg az Indiana Jones és az utolsó kereszteslovagban. Ford hüllőkhöz fűződő ismereteit viccből Jones kígyóktól való félelmeként interpretálták.
A színész 1960-ban végezte el a Maine East High Schoolt az illinois-i Park Ridge-ben. Ő volt az első tanuló, aki megszólalhatott iskolája újként indult rádióállomásán, a WMTH-FM-en, s egyben az első sporttudósító is végzős évében, 1959/1960-ban. A rádiószoba még ma is őrzi graffitiit. A középiskolát elvégezve a Ripon College következett Wisconsinban, ahol Ford a Sigma Nu Szövetség tagja lett. Első évében drámaórákat vett fel, de főként azért, hogy lányokkal ismerkedhessen. A magát „későn érőnek” valló Fordot magával ragadta a színészet. Az év vége felé belépett a The Brothers Gross folkbandába, amiben gutbucketen játszott. Diplomát a Riponon végül nem szerzett, mert a követelmények teljesítésének hiányában eltanácsolták.

### Karrierje

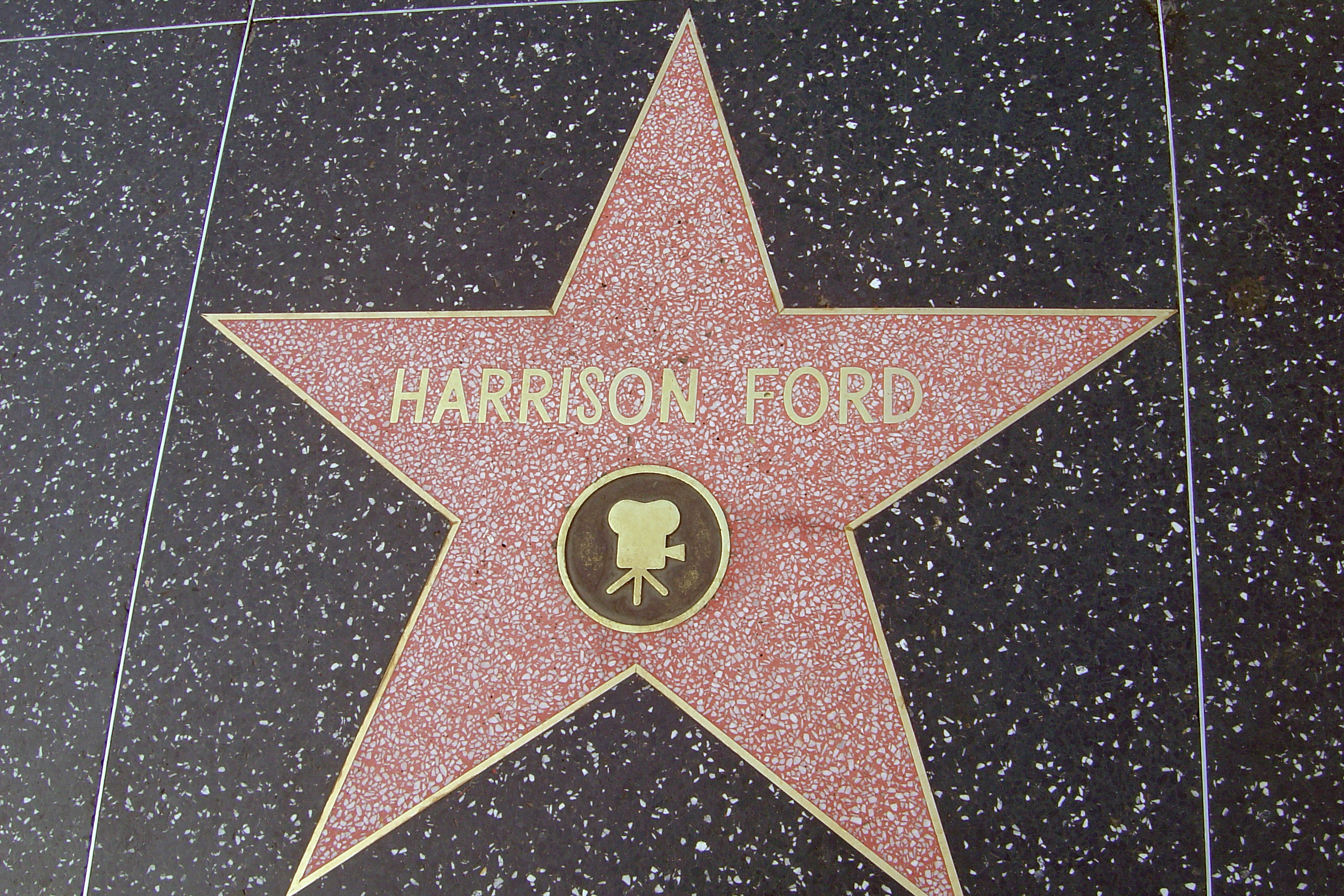
Csillaga a Walk of Fame-en

1964-ben Ford Los Angelesbe utazott, hogy rádiós bemondóként szerezzen munkát. Ugyan ez nem sikerült neki, de ennek ellenére Kaliforniában maradt, s végül leszerződött a Columbia Pictures Új Tehetség-programjába, aminek értelmében 150 dolláros heti fizetségért statisztált filmekben. Első ismert szöveges szerepe egy londiner volt az 1966-os Agyafúrt kasszafúróban, bár neve nem került fel a stáblistára. Az egy évvel későbbi A Time For Killing című westernhez fűződik első névleges, egészen pontosan Harrison J. Fordként feltüntetett megjelenése, noha a „J” valójában nem takart semmit, hiszen Fordnak nincs középső neve (az 1915 és 1932 között aktív, 1957-ben elhunyt némafilm-színész Harrison Fordtól való megkülönböztetés végett került bele). Ford állítása szerint nem tudott a korábbi névrokonáról, mígnem ráakadt egy csillagra saját nevével a Hollywoodi Hírességek Sétányán. Ford rövidesen elhagyta az ominózus „J” betűt nevéből, s a Universal Picturesnél kezdett apró szerepeket játszani több tévésorozatban is az 1960-as évek végén és az 1970-es évek elején; feltűnt többek között a Petrocelli és a Kung Fu egy-egy epizódjában. Szerepelt egy újabb westernben, a Journey to Shiloh-ban és statisztált Antonioni 1970-es Zabriskie Point című filmjében egy reptéri munkásként. Mivel nem volt elégedett a felkínált szerepekkel, Ford hivatásos áccsá képezte saját magát, hogy jobban el tudja tartani akkori feleségét és két kisfiát. A helyi könyvtárból kölcsönzött szakkönyvekből sajátította el a mesterséget, s néhány asztalosmunkája ma is Hollywood Hills környékének részét képezi. Szakmájának köszönhetően háttérmunkásként dolgozhatott a népszerű The Doors együttesnél, napozóágyat épített Sally Kellermannek és hangstúdiót Sergio Mendesnek.
Újfent a színészet felé fordult, mikor George Lucas otthonában szekrényeket készített, s a rendező-forgatókönyvíró egy jelentős mellékszerepet adott neki az American Graffitiben (1973). Kapcsolata Lucasszal nagy hatással volt karrierjére. Miután Francis Ford Coppola sikert aratott A keresztapával, megbízta Fordot irodája kibővítésére, s kisebb szerepeket adott neki következő két filmjében, a Magánbeszélgetésben és az Apokalipszis mostban. Ford állása ácsként élete legnagyobb szerepéhez juttatta. 1975-ben George Lucas szövegfelolvasásra kérte fel a Csillagok háborúja szereplőválogatásain a szerepekre jelentkező színészek partnereként. A meghallgatásokon Steven Spielberg felfigyelt rá, mennyire illik Fordra Han Solo szerepe, így meggyőzte Lucast, hogy adja neki a feladatot, ami végül meghozta a hírnevet a színész számára. Eljátszotta Solót a Star Wars két folytatásában, A Birodalom visszavágban és A Jedi visszatérben, illetve a The Star Wars Holiday Specialben is. Azt akarta, hogy Lucas A Jedi visszatér végére írja bele az ikonikus karakter, Han Solo halálát, ami „az egész filmnek feneket kerítene”, ám a filmes ezt elutasította.
Ford újabb löketet nyert pályájának, mikor Lucas és Spielberg közös produkciójában, Az elveszett frigyláda fosztogatóiban eljátszhatta Indiana Jones szerepét. A film két folytatásával, az Indiana Jones és a végzet templomával és az Indiana Jones és az utolsó kereszteslovaggal Ford kasszarobbantó jelenséggé vált. Hatvanas éveiben újfent magára öltötte a kalandor jelmezét az Indiana Jones és a kristálykoponya királyságában, melynek bemutatójára 2008-ban került sor. Számos más színésszel ellentétben, akik hasonló szerepet játszottak a műfajban, Ford a hitelesség érdekében több ízben elvállalt nem egyszer kockázatos kaszkadőrjeleneteket is.
1982-ben mutatták be Ford főszereplésével a Szárnyas fejvadász című, Philip K. Dick Álmodnak-e az androidok elektronikus bárányokkal? című regényén nyugvó futurisztikus sci-fit. Ridley Scott filmje anyagilag nem váltotta be a hozzá fűzött reményeket, azonban mára kultuszfilm-státusba emelkedett, újabb halhatatlan szereppel gazdagítva a színész pályáját. A '80-as évek második felében Ford több fajsúlyos drámában is főszerepet kapott, így Peter Weir A kis szemtanú és A Moszkitó-part című filmjeiben; előbbiben nyújtott alakításáért Oscar- és Arany Glóbusz-díjra jelölték, s utóbbiért szintén a Golden Globe öt legjobb drámai színésze között szerepelt. 1988-ban Roman Polański rendezte az Őrületben, s még ugyanebben az évben egy könnyedebb produkcióban, a hat Oscar-díjra jelölt Dolgozó lányban is feltűnt Melanie Griffith és Sigourney Weaver partnereként.
A '90-es években Ford folytatta az akcióhősi és drámai vonalat is. A Tom Clancy amerikai író által alkotott Jack Ryan ügynök bőrébe bújt két filmben is, átvéve a szerepet Alec Baldwintól, aki a Vadászat a Vörös Októberre filmváltozatában játszotta a CIA-elemzőt; a Férfias játékok (1992) és a Végveszélyben (1994) komoly sikereket ért el a jegypénztáraknál, s a széria később folytatódott A rettegés arénájával, ám új, immáron a harmadik színésszel (Ben Affleckkel) a sorozatban. 1993-ban Ford a korábbi televíziós sorozatból készült A szökevény címszerepében volt látható; a produkció rendkívüli kritikai- és anyagi sikerre talált, a másik főszereplőnek, Tommy Lee Jones-nak a Filmakadémia elismerését is meghozta; Ford harmadik Golden Globe-jelölését érdemelte ki szerepformálásáért. Két évvel később a Sabrina című 1954-es romantikus film új változatában versengett Greg Kinnearrel Julia Ormond kegyeiért, amivel újabb Arany Glóbusz-jelölést szerzett, ám ezúttal a vígjátéki kategóriában. 1997-ben két filmje is a mozikba került, amire 1988 óta nem volt példa. Alan J. Pakula utolsó rendezése, Az ördög maga nem teljesített az elvárások szerint, azonban Az elnök különgépe, melyben Ford az Amerikai Egyesült Államok elnökét alakította, az év egyik legjövedelmezőbb filmje lett, az akkori valódi elnök, Bill Clinton elismerését is kivívva.
2000-ben Ford teljesen más oldaláról mutatkozott meg a Temetetlen múlt című thrillerben, melyben Michelle Pfeiffer férjét alakította. Robert Zemeckis alkotása újfent a jegypénztárak első számú emberévé avatta az ekkor 58 éves színészt. Két évvel később, az Atomcsapda című filmben, amely javarészt egy tengeralattjáró fedélzetén játszódik, Ford Alekszej Vosztrikovot formálta meg, s szerepének megfelelően orosz akcentussal beszélt a film során. A költséges mozi azonban, akárcsak a színész következő filmje, a 2003-as Hollywoodi őrjárat (amely Magyarországon csak DVD-n jelent meg, Ford-filmtől rendkívül szokatlanul) súlyos kudarcnak bizonyult. Ekkor Ford karrierje leghosszabb szünete következett, hiszen legközelebb csak 2006-ban, a Tűzfalban tért vissza a vászonra. 2008 májusától legkedveltebb szerepei egyikében, Indiana Jonesként volt látható újra, ezt követő filmdrámái (Crossing Over, Eszeveszett küzdelem) azonban nem teljesítettek jól sem a kritikusok előtt, sem a jegypénztáraknál.
2004-ben Ford visszautasította a Sziriana című film egyik szerepét, amit később így kommentált: „Nem éreztem elég erősen a téma igazságát, és azt hiszem, hibát követtem el.” Végül George Clooney kapta a munkát, ami Oscar- és Golden Globe-díjat hozott számára. Ford szintén nem vállalta el a kritika által kiemelten fogadott Traffic és Erőszakos múlt főszerepét, ahogy A hazafira is nemet mondott, Mel Gibsonnak hagyva teret.

### Magánélete
Ford első felesége főiskolai szerelme, Mary Marquardt lett 1964-ben. Házasságuk 15 éven át tartott, s ez idő alatt két fiuk született. 1983-ban a színész újranősült, ezúttal Melissa Mathisont vette el, aki szintén két gyermeket hozott a világra tőle: Malcolmot és Georgiát. A család New Yorkban, illetve egy 800 holdnyi területű farmon élt Jackson Hole közelében, Wyoming államban. Ford filmes szerződései tartalmazták, hogy a helyszíni forgatásokra családját is magával viheti. A 2000-es évek elején Ford és Mathison benyújtották a válókeresetet, amit 2004-ben véglegesítettek. Ford 2002 óta a nála 22 évvel fiatalabb színésznővel, Calista Flockharttal él együtt, de esküvőre csak 2010 júniusában került sor.
Ford a Conservation International nonprofit környezetvédő szervezet igazgatóságának tagja. 2006. október 6-án megkapta továbbá a Jules Verne-díjat a természet és vadvilág megőrzésében végzett munkájáért. A ceremónia helyszínéül a történelmi Shrine Auditórium szolgált, Los Angelesben. Ford 800 hold méretű ranchának hozzávetőleg a felét természeti megőrzésre ajánlotta fel.[forrás?]
1993-ban Norman Platnick arachnológus róla nevezett el egy új fajt, a Calponia harrisonfordit, 2002-től pedig Edward O. Wilson entomológus jóvoltából egy hangyafaj is nevét viseli: a Pheidole harrisonfordi (elismerésül Ford munkájáért a Conversation International alelnökeként).
Indiana Jones szerepét követően Ford a hivatásos régészek támogatójává is vált. Általános megbízottja az Amerikai Archeológiai Intézet Igazgatóságának, Észak-Amerika legidősebb és legnagyobb szervezetének, amely a régészet világának szentelte tevékenységét. Ford a közvélemény figyelmének felkeltésében van segítségükre a régészettel kapcsolatban, illetve az illegális antikvitás-kereskedelem és a kifosztás megelőzésében.
Politikai nézeteit tekintve, akárcsak szülei, Ford demokrata, s az 1990-es években rendszeresen támogatta a demokrata jelöltek kampányát. 2003-ban nyilvánosan ítélte el az iraki háborút, és „rezsimváltozást” sürgetett az Egyesült Államokban. Kritikával illette Hollywoodot az erőszakos filmekért, s a fegyverek áthatóbb ellenőrzésére szólított fel.
Ford magánpilóta-engedéllyel rendelkezik repülőre és helikopterre egyaránt. A színész egyúttal az Experimental Aircraft Association Young Eagles programjának jelenlegi elnöke, a visszavonult Chuck Yeagert követve.[forrás?]
Jelenleg[mikor?] az alábbi típusú gépeket birtokolja:[forrás?]
- De Havilland Canada DHC-2 Beaver (N28S)
- Aviat Husky A-1B
- Cessna Citation CJ3
- Beech Bonanza B36T3
- Cessna 208B Grand Caravan
- 1929 Waco Taperwing
- Bell 407

## Munkássága és díjai

### Válogatott filmográfia
- 1967 – A gyilkolás ideje
- 1970 – Fejjel a falnak
- 1973 – American Graffiti
- 1974 – Magánbeszélgetés
- 1977 – Star Wars IV. rész – Egy új remény
- 1977 – Hősök
- 1978 – Navarone ágyúi 2. – Az új különítmény
- 1979 – Hanover Street
- 1979 – Apokalipszis most
- 1979 – Rabbi a vadnyugaton
- 1980 – Star Wars V. rész – A Birodalom visszavág
- 1981 – Az elveszett frigyláda fosztogatói
- 1982 – Szárnyas fejvadász
- 1983 – Star Wars VI. rész – A Jedi visszatér
- 1984 – Indiana Jones és a végzet temploma
- 1985 – A kis szemtanú
- 1986 – A Moszkító-part
- 1988 – Őrület
- 1988 – Dolgozó lány
- 1989 – Indiana Jones és az utolsó kereszteslovag
- 1990 – Ártatlanságra ítélve
- 1991 – Csak egy lövés
- 1992 – Férfias játékok
- 1993 – A szökevény
- 1994 – Végveszélyben
- 1995 – Sabrina
- 1997 – Az ördög maga
- 1997 – Az elnök különgépe
- 1998 – Hat nap, hét éjszaka
- 1999 – Zuhanás
- 2000 – Temetetlen múlt
- 2002 – Atomcsapda
- 2003 – Hollywoodi őrjárat
- 2006 – Tűzfal
- 2008 – Indiana Jones és a kristálykoponya királysága
- 2009 – A szabadság határai
- 2010 – Eszeveszett küzdelem
- 2010 – Ébredj velünk
- 2011 – Cowboyok és űrlények
- 2013 – A 42-es
- 2013 – Paranoia
- 2013 – Végjáték
- 2013 – Ron Burgundy: A legenda folytatódik
- 2014 – The Expendables – A feláldozhatók 3.
- 2015 – Adaline varázslatos élete
- 2015 – Star Wars VII. rész – Az ébredő Erő
- 2017 – Szárnyas fejvadász 2049
- 2019 – A kis kedvencek titkos élete 2.
- 2019 – Star Wars IX. rész – Skywalker kora
- 2020 – A vadon hívó szava
- 2023 – Indiana Jones és a sors tárcsája
- 2025 – Amerika Kapitány: Szép új világ

Fontosabb díjak és jelölések
| Díj              | Győzelem | Jelölés |
| ---------------- | -------- | ------- |
| Oscar-díj        | 0        | 1       |
| BAFTA-díj        | 0        | 1       |
| Golden Globe-díj | 1        | 6       |
| Szaturnusz-díj   | 4        | 11      |